# Болгария и евро
Присоединение к еврозоне является обязательным для Болгарии, но не ограничено каким-либо сроком. Страна присоединилась к ERM-2 10 июля 2020 года и должна была ввести в обращение евро 1 января 2025 года, однако в июне 2024 года переход был отложен. Болгария поддерживает фиксированный обменный курс лева. 8 июля 2025 года вопрос о присоединении к еврозоне был решен окончательно: Болгария введет евро с 1 января 2026 года

## Памятная монета — лев
По случаю Договора о присоединении к ЕС 25 апреля 2005 Болгарский народный банк выпустил памятную монету с номиналом 1,95583 лева, что эквивалентно 1 евро.

## Языковой спор
После вступления Болгарии в Европейский Союз возник спор о правописании евро в Болгарии. Европейский центральный банк (ЕЦБ) считал, что название единой европейской валюты на болгарском должно быть «еуро», а болгарская сторона утверждала, что правильное написание — «евро». Возможно, самым сильным аргументом в поддержку болгарского положения являлся тот факт, что в подписанном всеми государствами-членами Договоре о присоединении Болгарии к Европейскому союзу используется написание «евро». Спор продолжался почти год после того, как Болгария стала полноправным членом ЕС: в официальных публикациях ЕЦБ использовалось написание «еуро», в то время как болгарские институты (в основном БНБ) указывали в официальных изданиях «евро». В декабре 2007 года, с подписанием представителями государств ЕС Договора о функционировании Европейского союза, вопрос о правильности написания названия единой европейской валюты на болгарском окончательно решён в пользу Болгарии.

…Законодательство Сообщества требует единообразного написания слова «euro» в именительном падеже и единственном числе во всех официальных документах Сообщества и стран-участниц с учётом существования различных алфавитов. Оригинальный текст (англ.)…Community law requires a single spelling of the word “euro” in the nominative singular case in all Community and national legislative provisions, taking into account the existence of different alphabets.

## Присоединение к еврозоне
Правительство партии ГЕРБ определило приоритетной целью страны вступление в ERM2, а затем в еврозону. Но так как кризис в Греции вызвал настроения против расширения зоны евро, а затем выяснилось, что дефицит бюджета на 2009 год превысил порог в 3 %, власти страны отложили эти намерения.
Правительство Пламена Орешарского при поддержке БСП и ДПС возобновило подготовку к присоединению к еврозоне в конце 2013 года.
Летом 2021 года правительство Стефана Янева приняло «Национальный план по введению евро», по которому Болгария присоединится к еврозоне 1 января 2024 года, став 21-м членом еврозоны. Однако в феврале 2023 года стало известно, что Болгария не сможет присоединиться к еврозоне в январе 2024 года и отсрочила переход на евро на 1 января 2025 года ввиду того, что страна не соответствует инфляционным критериям и не внедрила некоторые необходимые законодательные изменения. 26 июня 2024 года стало известно, что переход на евро снова откладывается без новой даты из-за несоответствия болгарской экономики инфляционным критериям.
В августе 2024 года в СМИ появилась информация, что переход страны на евро должен состояться 1 июля 2025 года. Также закон обязывает центральный банк обменивать бесплатно, в неограниченном количестве и без ограничения во времени банкноты и монеты в левах на евро по официальному курсу. Позднее дата перехода на евро была изменена на 1 января 2026 года. Эта дата была подтверждена на заседаниях Совета Европы в июне 2025 года, и 8 июля — на заседании европейского Экофина (Совет по экономическим и финансовым вопросам).

## Выбор дизайна
29 июня 2008 года было объявлено, что 25,44 % болгарских избирателей выбрали Мадарского всадника в качестве изображения для будущих болгарских монет. Другими претендентами на эту роль были кириллица, Рильский монастырь и крепость Царевец в Велико-Тырново.

### Дизайн национальной стороны
| 0,01 €            | 0,02 €              | 0,05 €                      |
| ----------------- | ------------------- | --------------------------- |
|                   |                     |                             |
| Мадарский всадник |                     |                             |
| 0,10 €            | 0,20 €              | 0,50 €                      |
|                   |                     |                             |
| Мадарский всадник |                     |                             |
| 1,00 €            | 2,00 €              | По гурту двухевровой монеты |
|                   |                     |                             |
| Иоанн Рыльский    | Паисий Хилендарский |                             |

## Статус
| Страна               | Инфляция (ИПЦ)           | Процедура чрезмерного дефицита         | Процедура чрезмерного дефицита         | Обменный курс            | Обменный курс    | Долгосрочная процентная ставка | Совместимость законов  |
| Страна               | Инфляция (ИПЦ)           | Бюджетный дефицит к ВВП                | Государственный долг к ВВП             | Членство в ERM II        | Отклонение курса | Долгосрочная процентная ставка | Совместимость законов  |
| -------------------- | ------------------------ | -------------------------------------- | -------------------------------------- | ------------------------ | ---------------- | ------------------------------ | ---------------------- |
| Контрольные значения | ≤ 2,8 % (на апрель 2025) | Нет открытых процедур (на 19 мая 2025) | Нет открытых процедур (на 19 мая 2025) | ≥ 2 лет (на 19 мая 2025) | ±15 %            | ≤ 5,1 % (на апрель 2025)       | Да (на 15 апреля 2025) |
| Контрольные значения | ≤ 2,8 % (на апрель 2025) | ≤ 3,0 % (на финансовый год 2024)       | ≤ 60 % (на финансовый год 2024)        | ≥ 2 лет (на 19 мая 2025) | ±15 %            | ≤ 5,1 % (на апрель 2025)       | Да (на 15 апреля 2025) |
| Болгария             | 2,7 %                    | Нет                                    | Нет                                    | 4 года 10 месяца         | 0,0 %            | 3,9 %                          | Да                     |
| Болгария             | 2,7 %                    | 3,0 %                                  | 24,1 %                                 | 4 года 10 месяца         | 0,0 %            | 3,9 %                          | Да                     |

 соответствует критериям не соответствует критериям